# Schedius Lajos
Schedius Lajos vagy születési nevén: Johann Ludwig von Schedius (Győr, 1768. december 20. – Pest, 1847. november 12.) német-magyar filológus az esztétika professzora, lapszerkesztő, térképszerkesztő, dramaturg, pedagógiai szakíró, a Magyar Tudományos Akadémia tagja, a Kisfaludy Társaság alelnöke. Munkássága során a német és a magyar kultúra között töltött be közvetítő szerepet.

## Élete
Német ajkú győri evangélikus családban született. A pietizmus szellemében nevelkedett. A Pozsonyi Evangélikus Líceumban, majd a soproni gimnáziumban tanult. 1788-tól 1791-ig a Göttingeni Egyetemen folytatta tanulmányait. Christian Gottlob Heyne tanítványaként a klasszikus ókor kultúrájával és a felvilágosodás legfrissebb áramlataival is megismerkedhetett. Nem sokkal hazatérte után, 1792-ben kinevezték a Magyar Királyi Egyetem (közkeletű nevén Pesti Egyetem) Filológia- és Esztétikatanszékének élére. A katedrára tizenkilencen pályáztak, köztük Batsányi János, Rájnis József, Révai Miklós, Szentjóbi Szabó László és legesélyesebb jelöltként az egykori jezsuita, Tóth Farkas. Zichy Károly országbíró közbenjárásának köszönhető, hogy a mindössze 24 éves, evangélikus Schedius kapta végül a kinevezést. Váratlan döntés volt ez abban az időben, amikor II. József halálát követő visszarendeződés során a protestánsok iránti tolerancia jelentősen csökkent; pl. Kazinczy és Szentjóbi Szabó László is vallása miatt vesztette el állását. Schedius 50 éven át vezette tanszékét, noha nem sokkal hivatalba lépése után pozíciója megingott, mert – barátján, a kivégzett Őz Pálon keresztül – közel került a magyar jakobinus mozgalomhoz. Feltételezések szerint József főherceg – a későbbi József nádor –  közbenjárására törölték nevét a gyanúsítottak listájáról.
Schedius beszélt ugyan magyarul, műveinek nagy részét mégis anyanyelvén – németül – írta. Esztétikai elméletét azonban – az egyetem tannyelvének megfelelően – latinul tette közzé 1828-ban. Bár a haladó szellemű pesti értelmiség egyik legkiválóbb képviselője volt, a nyelvi kérdést nem tartotta elsődlegesnek, a nyelvújítás harcaiban alig vett részt. Néhány kijelentése arra utal, hogy a magyar nyelvet nem tartotta elég csiszoltnak.  Ez volt az oka, hogy Virág Benedek gyanakvással viselkedett vele szemben. Schedius alapállására jellemző, hogy német anyanyelvűként is támogatta a magyar kultúrát és az ország felemelkedését. A kor szellemi életének nagyjaival jó kapcsolatokat ápolt, lakása a pesti és Pestre látogató írók találkozóhelye volt. Levelezett Kazinczyval, Aranka Györggyel, baráti köréhez tartozott többek közt Kármán József és Kovachich Márton, Kreil Antal, Berzeviczy Gergely, Engel János Keresztély, Ráday Pál és az ifjabb Ráday Gedeon. Schedius szabadkőműves volt, mint barátainak és a korszak íróinak jelentős része. 1795-ben a szabadkőművességet betiltották, de valószínűleg a kapcsolat az egykori tagok közt soha nem szakadt meg.
Schedius I. Ferenc uralkodása alatt fontos szerepet játszott abban, hogy a cenzúrával küszködő sajtó a nehéz időkben is tovább éljen. Segítette a Kármán által szerkesztett Uránia megjelenését. A folyóirat első számának első cikke A’ Vallás’ Szeretetre-méló-vólta Schedius neve alatt jelent meg, valószínűleg Kármán fordításában. Az Uránia utolsó száma nem sokkal a magyar jakobinusok letartóztatása előtt jelent meg. Ez után még sokkal nehezebbé vált Magyarországon folyóiratot megjelentetni. Így – mintegy a cenzúrát megkerülve – a jénai Allgemeine Literatur-Zeitungban név nélkül írt magyarországi eseményekről, illetve mondott idehaza ki nem mondható véleményt az ország ügyeiről. Így például kiállt a lapban a kivégzett Hajnóczy és a bebörtönzött Kazinczy, Batsányi, Verseghy valamint Szentjóbi Szabó László ártatlansága és emberi nagysága mellett. Ez a lap néhány példányban Magyarországra is eljutott ugyan, de a névtelenül, gyakorlatilag visszhangtalanul és konspiratív módon való megjelenés aligha elégítette ki Schediust. Idehaza két éven át (1798-1799) Literärischer Anzeiger für Ungarn címen jelentetett meg négyoldalas hetilapot a német referáló folyóiratok mintájára, ami az irodalmi újdonságokról számolt be. Ez a lap tulajdonképpen nem volt önálló kiadvány, hanem a Neuer Kurier aus Ungarn melléklapjaként jelent meg. Schedius legjelentősebb folyóirata azonban az 1802-től 1804-ig megjelenő Zeitschrift von und für Ungern volt. Ez havi lap volt, főleg földrajzi, történeti és irodalmi tárgyú tanulmányokat, könyvismertetéseket és kisebb közleményeket tartalmazott. Címének megfelelően úgy a hazai németül olvasó, mint a külföldi közönségnek szólt, bár ténylegesen az előfizetők túlnyomó többsége Magyarországon élt. Miután Széchényi Ferenc a nemzetnek adományozta hungarikumokban gazdag könyvtárát, Schedius felhívást tett közzé lapjában, hogy ha valaki hiányt fedez fel a gyűjteményben, jelezze, hogy a pótlásról gondoskodhassanak.
Az 1790-es évek első felében Ráday Pál kérésére a Kelemen László féle első magyar pest-budai színtársulat dramaturgja lett. Itt együtt dolgozott a Ráday Pál helyettesként működő Kármánnal. A színtársulat az anyagi nehézségek, a kedvezőtlen politikai helyzet és a belső viszálykodások miatt 1796-ban feloszlott. Egy évtizeddel később Schedius elvállalta a pesti német színház főigazgató-helyettesi tisztjét.

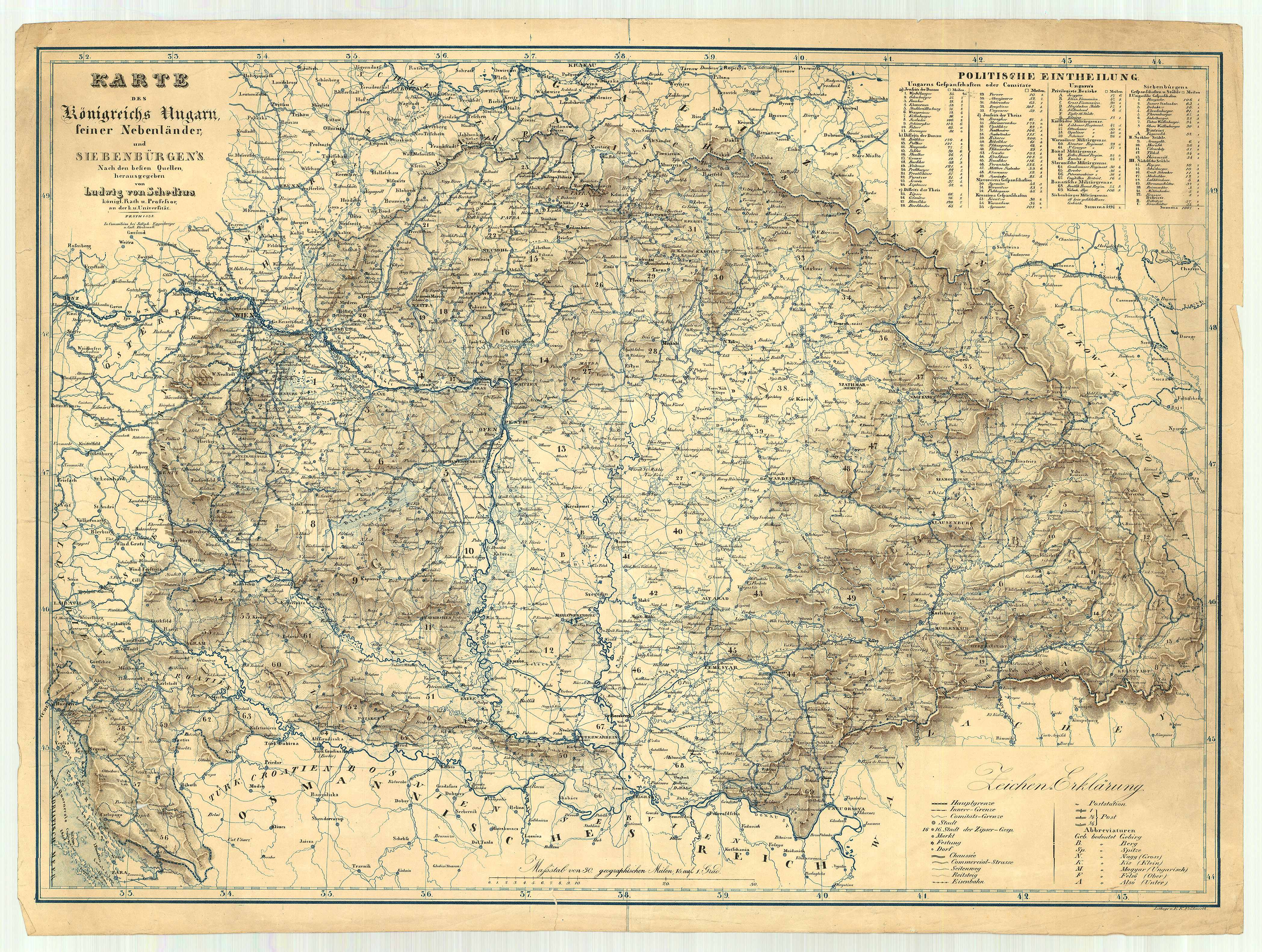
Schedius Lajos 1838-ban megjelent Karte des Königreichs Ungarn, seiner Nebenlaender, und Siebenbürgen´s című térképe. Műve a reformkori magyar
térképészet egyik legszebb reprezentatív kiadványaként maradt fenn

Schedius nagyban támogatta Lipszky János Mappa Generalis Regni Hungariae című térképének megjelenését; közreműködött a Repetorium elkészítésében, segítette a szerződéskötést a rézmetszőkkel, illetve a terjesztők kiválasztását és mindenek előtt a közfigyelmet ráirányította a készülő térképműre. A Mappa Generalis 1804 és 1806 között jelent meg. Lipszky 1826-ban bekövetkezett halála után Schedius látta, hogy a fellendülő útépítések és folyószabályozások miatt a térkép elavulttá vált, így elhatározta annak korszerűsítését. Blaschnek Sámuel földmérővel és Karl Stein rézmetszővel együtt dolgozva 1833 és 1838 között kiadott egy új Magyarország térképet. A kiadást lassította, hogy a második térképszelvényen Galíciát ugyanolyan részletesen dolgozták ki, mint a magyar területeket. Metternich tiltakozására, a térkép ilyen módon történő kiadását nem engedélyezték, mert azt a benyomást kelthetné, mintha Galícia Magyarország része lenne. Schedius ezért a többi határ menti régió – például Morvaország és Ausztria – hasonló részletességű kidolgozása mellett döntött. Összességében tehát az átmeneti betiltás a térképmű hasznára vált. Az 1848-as szabadságharc során a magyar hadvezetés Schedius térképét használta, mivel az első katonai felmérés térképei addigra elavultak, a második anyaga viszont még nem volt teljes és hadititoknak számított.  A térkép népszerűségét jelzi, hogy még 1861-ben és 1862-ben is újra kiadták.
Aktív szerepet vállalt az evangélikus iskolaügy szervezésében. 1806-ban Lovich Ádám evangélikus szuperintendenssel együtt egységes tantervet és iskolareform tervezet készített, melyet áthat Pestalozzi és a felvilágosodás szelleme. A tervezet kitért a falusi iskolákra, a polgári és latin iskolákra, a gimnáziumokra, líceumokra, leányiskolákra és a felsőfokú képzésre is. Schedius rendszerét az evangélikus egyetemes gyűlés elfogadta. Anyagi okok miatt mégsem vált általánossá, viszont évtizedeken keresztül iránymutatóként szolgált. Részt vett a Szén téri (ma Deák Ferenc tér) evangélikus iskola megalapításában, ami a Deák Téri Evangélikus Gimnázium és az ebből alakult Fasori Evangélikus Gimnázium őse.

## Művei
- Principia Philocaliae seu doctrinae pulcri, Pesthini (1828)
- Magyar ország’, Horvát, Tót, Dalmát és Erdély országok’, a Tengermellék és a Végőri vidékek, közönséges pósták és útak földabrosza az Ausztriai Tsászárság határos tartomány részeivel együtt a legjobb kútfőkből merített, a legbíztosabb előadások szerént ki adák Schedius Lajos k. tanácsos, Magy. Kir. Egyetemb. Professzor és Blaschnek Sámuel földmérő Pesten (1833-1838).
- Systema rei scholasticae evangelicorum (1806)
- Systema rei scholasticae evangelicorum Aug. conf. in Hungaria; szerk. Barkó Endre, ford., utószó Terray Barnabás; OPKM, Bp., 1992 (A magyar neveléstörténet forrásai)
- Doctrina pulcri. Schedius Lajos János széptani írásai; szerk., jegyz. Balogh Piroska; Kossuth Egyetemi, Debrecen, 2005 (Csokonai könyvtár. Források)

További műveinek listáját lásd: Szinnyei József: Magyar írók élete és munkái XII. (Saád–Steinensis). Budapest: Hornyánszky. 1908.  

## Szakirodalom
- Balogh Piroska (szerk.): Doctrina pulcri. Schedius Lajos széptani írásai, Kossuth Egyetemi, Debrecen (2005).
- Balogh Piroska: Heyne és Schedius Lajos in: Gurka Dezső (szerk): Göttingen dimenziói, Gondolat, Budapest (2010) 127-140.
- Balogh Piroska: Ars scientiae. Közelítések Schedius Lajos János tudományos pályájának dokumentumaihoz; Kossuth Egyetemi, Debrecen, 2007 (Csokonai könyvtár)
- Doromby Karola: Schedius Lajos mint német-magyar kultúrközvetítő, (Német Philologiai Dolgozatok 56.) Budapest (1933) 116.
- Fallenbüchl Zoltán: Adalékok Schedius Lajos és Blaschnek Sámuel Magyarország térképe kiadásának történetéhez, OSZK évkönyve 1965-1966 Budapest (1967) 446-458.
- Jánosi Béla: Schedius Lajos esztétikai elmélete, MTA, Budapest (1916).
- Kókay György (szerk.): A magyar sajtó története I. 1705-1848, Akadémiai, Budapest (1979) 234-242.
- Mályuszné Császár Edit: Schedius Lajos politikai magatartásának ürügyén, Irodalomtörténet, 59 (1977) 201-205.
- Némedy Lajos: Schedius Lajos magyar irodalomtörténetéről, Irodalomtörténeti közlemények, 83 (1979) 282-287.
- Taxner-Tóth Ernő: Schedius Lajos hatása a Csongor és Tünde filozófiájára, Irodalomtörténet, 57 (1975) 889-917.